# Gyuam-myeon
Gyuam-myeon (koreanska: 규암면) är en socken i kommunen Buyeo-gun i provinsen Södra Chungcheong i Sydkorea, 140 km söder om huvudstaden Seoul.